# محمد صدقي محمود
محمد صدقي محمود (1914-1984) قائد عسكري مصري، شغلّ منصب قائد القوات الجوية المصرية من 23 يونية 1953 حتى إقالته بعد هزيمة حرب 67.

## حياته
ولد الفريق أول محمد صدقي محمود في إحدى قرى الدقهلية، في 12 ديسمبر 1914،وتخرج من الكلية الحربية في 1936 ثم انضم إلى القوات الجوية الملكية المصرية. في يونيو 1939 حصل على بعثة لتعلم الملاحة الجوية في مانستون إنجلترا وأصبح موجه رئيسي لمدربي الطيران وترأس مدرسة الطيران العليا في عام 1944. ثم توجه لإنجلترا مرة أخرى في 1946 في بعثة لأكاديمية أركان الحرب وترقى لرتبة قائد الجناح، قبل أن يترأس قاعدة الدخيلة الجوية في أغسطس 1949 ثم قاعدة ألماظة الجوية في أغسطس 1951 ووصل إلى رتبة فريق أول في 1952.
في أوائل الخمسينيات، انضم إلى حركة الضباط الأحرار وشارك في انقلاب 23 يوليو 1952. في عام 1953، عينه جمال عبد الناصر قائداً للقوات الجوية. ويبدو أن هذا التعيين كان أحد خطوات جمال عبد الناصر للسيطرة على مراكز القوى العسكرية، مما ساعده على الإطاحة باللواء محمد نجيب في أكتوبر 1954.
شارك الفريق محمد صدقي محمود في تطوير الطائرة حلوان 300.
خلال فترة قيادته للقوات الجوية، أجرى زيارات رسمية إلى الولايات المتحدة، الهند، الجزائر، العراق، اليمن والسعودية. وقد شارك في الحرب العالمية الثانية، حرب فلسطين 1948، العدوان الثلاثي، حرب اليمن وحرب 67.

## حرب 56

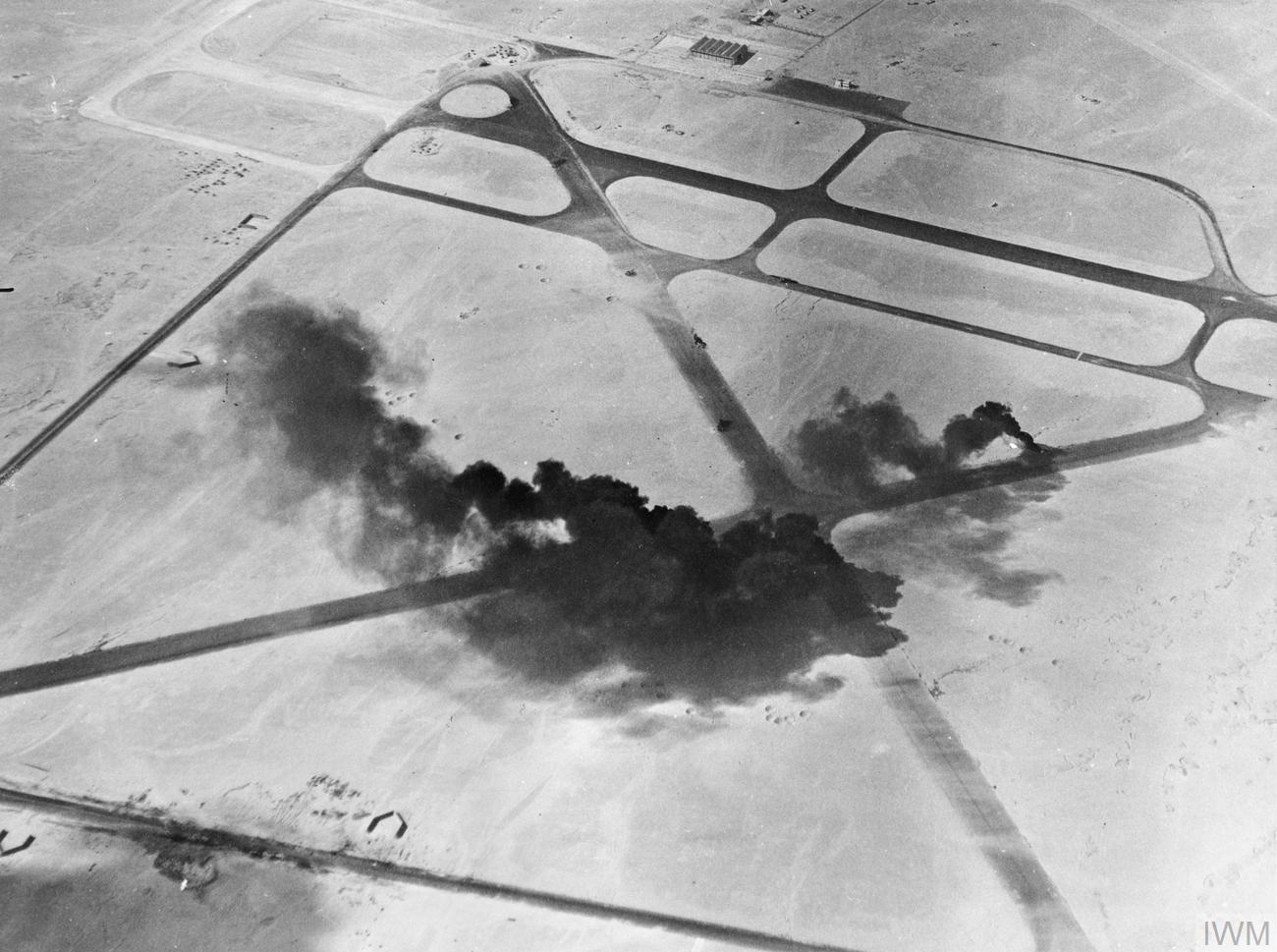
مقاتلات ميج تابعة للقوات الجوية المصرية تحترق بعد هجوم جوي بريطاني على مطار أنشاص

في منتصف الخمسينيات، اعتمد سلاح الجو المصري على المعدات والتدريب السوفيتي عبر صفقة السلاح التشيكية وفاز محمود صدقي بهذه العملية. كان صدقي، مثل غيره من قادة الجيش المصري، يميل إلى عكس دوره كوسيلة لتعاظم سلطته الشخصية، وهي ظاهرة أعاقت التعاون بين رأس القيادات الأمنية والقدرة على تحقيق السياسة الأمنية المصرية.
خلال حرب العدوان الثلاثي 1956، تكبدت القوات الجوية المصرية خسائر فادحة بعد أن هاجمت القوات الجوية البريطانية والفرنسية المطارات المصرية ودمرت العديد من الطائرات وهي جاثمة على الأرض. على الرغم من ذلك، أبقى ناصر صدقي محمود في منصبه.

## حرب 67

طائرات مصرية مدمرة على الأرض في حرب 67

قبيل حرب 67، حذر محمود صدقي القيادة المصرية من أن القوات الجوية المصرية لن تكون قادرة على مساعدة القوات البرية إذا تعرضت للهجوم أولاً. لكنه أكد في نفس الوقت للرئيس جمال عبد الناصر أنه في حالة قيام سلاح الجو الإسرائيلي بالهجوم أولاً، فإن القوات الجوية المصرية ستعاني من خسائر قد تصل إلى 20٪ من طائراتها.
في صباح يوم 5 يونيو 1967، انطلقت طائرات سلاح الجو الإسرائيلي في عملية محورية تمهيدية للحرب وأثناء الهجوم الجوي الإسرائيلي كان كلاً من صدقي محمود وقائد الجيش المصري عبد الحكيم عامر على متن طائرة إليوشن-14 متجهان إلى مطار بير تمادا في سيناء مع أوامر بعدم استخدام الأسلحة المضادة للطائرات. لكن بعد قصف المطار، عادت الطائرة إلى مصر ونجا كليهما. دُمرت القوات الجوية المصرية بالكامل تقريباً في غضون ساعات قليلة بسبب موجات الهجوم الثلاث التي شنها سلاح الجو الإسرائيلي. كان للقوات الجوية الإسرائيلية تفوق جوي مطلق وساعدت بكفاءة قوات الجيش الإسرائيلي في حملته البرية، بينما انسحب الجيش المصري من سيناء بدون تنظيم ودون غطاء جوي.

## محاكمته
بعد الحرب مباشرة، أُقيلَ صدقي محمود، مثل العديد من القيادات الأخرى، ثُم اُعتقلَ وحوكم. وخلال محاكمته في فبراير 1968، حُكم عليه بالسجن 15 عاماً نتيجة إهماله منصبه. بعد الاحتجاجات الشعبية على المحاكمات "الصورية"، أُعيدت محاكمته وحُكم عليه مرة أخرى بأوامر من ناصر بالسجن مدى الحياة مع الأشغال الشاقة في 29 أغسطس 1968. وفي 27 يناير 1974، أفرج عنه الرئيس أنور السادات ومنذ ذلك الحين تجنب صدقي محمود أي نشاط سياسي حتى وفاته.